# Cancro do estômago
Cancro do estômago (português europeu) ou câncer de estômago (português brasileiro) é o cancro que se desenvolve no revestimento do estômago. Os sintomas iniciais podem incluir azia, dor na parte superior do abdómen, náuseas e perda de apetite. Os sinais e sintomas das fases mais avançadas incluem, entre outros, perda de peso, pele e olhos amarelados, vómitos, dificuldade ao engolir e sangue nas fezes. O cancro pode-se espalhar do estômago para outras partes do corpo, principalmente para o fígado, pulmões, ossos, revestimento do abdómen e gânglios linfáticos.
A causa mais comum de cancro do estômago é a infeção pela bactéria Helicobacter pylori, responsável por 60% dos casos. Alguns tipos de Helicobacter pylori apresentam maior risco do que outros. Entre outras causas comuns estão o consumo de picles e o tabagismo. Cerca de 10% dos casos são familiares e entre 1 e 3% dos casos devem-se a síndromes genéticos herdados dos pais. A maior parte dos casos de cancro do estômago são carcinomas gástricos. Este tipo pode ser dividido em vários subtipos. No estômago podem também desenvolver-se linfomas e tumores mesenquimais. Na maior parte dos casos, o cancro do estômago desenvolve-se em estádios ao longo de anos. O diagnóstico é geralmente realizado por biópsia de uma amostra recolhida por endoscopia. Posteriormente, a imagiologia médica permite determinar se a doença se espalhou para outras partes do corpo.
Uma dieta mediterrânica e a cessação tabágica diminuem o risco de cancro. Existem indícios de que o tratamento da H. pylori diminui o risco futuro. É possível curar muitos dos casos detectados nos estádios iniciais. O tratamento pode incluir uma combinação de cirurgia, quimioterapia, radioterapia e terapia dirigida. Quando tratado em estágios avançados podem ser recomendados cuidados paliativos. O prognóstico é geralmente pouco positivo, sendo a taxa de sobrevivência a cinco anos global inferior a 10%. Isto deve-se principalmente ao facto de maior parte das pessoas só detetar a condição em estádios avançados. Nos Estados Unidos a taxa de sobrevivência a cinco anos é de 28%, enquanto na Coreia do Sul é de mais de 65% devido à existência de um programa de rastreio.
O cancro do estômago é a quinta principal causa de cancro em todo o mundo e a terceira causa de morte por cancro, o que corresponde a 7% dos casos e 9% das mortes. Em 2012 a doença ocorreu em 950 000 pessoas e foi a causa de 723 000 mortes. Antes da década de 1930 era a causa mais comum de morte por cancro na maior parte do mundo. Desde então que a taxa de mortalidade tem vindo a diminuir em várias regiões do mundo. Acredita-se que esta diminuição se deva à diminuição do consumo de alimentos salgados e conservados em vinagre a partir da introdução da refrigeração de alimentos. O cancro do estômago é mais comum na Ásia Oriental e na Europa de Leste. É duas vezes mais comum em homens do que em mulheres.

## Tipos

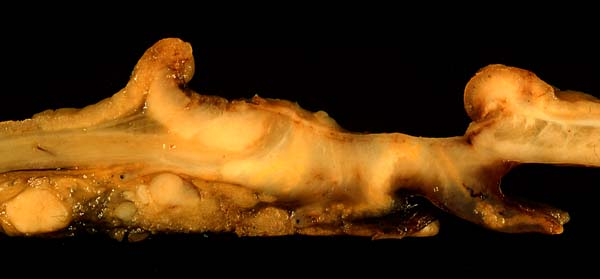
Corte longitudinal de um adenocarcinoma do estômago.

O carcinoma gástrico, derivado das células da mucosa, constitui mais de 90% dos cancros do estômago. Mais raramente podem surgir certos tipos de linfomas ( 4% dos casos); tumor carcinoide (3%) ou tumores do estroma gastrointestinal (2%). Estas outras neoplasias não são geralmente denominadas na linguagem comum como cancros do estômago apesar de terem a sua origem neste órgão.

## Causas
O principal factor de risco para o surgimento do carcinoma é a infecção durante décadas pela bactéria Helicobacter pylori, que causa uma gastrite atrófica persistente, muitas vezes com formação de úlcera péptica. As úlceras pépticas não tratadas podem degenerar devido à grande taxa de multiplicação das células da mucosa, que tentam cicatrizar a lesão, aumentando a sua taxa de mutação (quanto maior o número de divisões com cópia do DNA maior a probabilidade de alterações genéticas).
Outros factores de risco significativos são:
- Tabagismo;
- Histórico familiar de câncer;
- Dieta rica em defumados, conserva, sal e gorduras;
- Obesidade;
- Pólipos no estômago;
- Anemia perniciosa;
- Sangue tipo A
- Infecção pelo vírus de Epstein-Barr;
- Exposição constante a poeira de carvão, metal, madeira, borracha ou amianto.

## Sinais e sintomas
Inicialmente os sintomas são os de uma possível úlcera péptica gástrica ou de gastrite, contudo a grande maioria das úlceras pépticas não são cancerosas. Mesmo assim, a maior parte dos diagnósticos é efectuada aquando do diagnóstico de uma úlcera gástrica. As úlceras cursam com dor após as refeições e falta de apetite e se não são tratadas podem a longo prazo degenerar em carcinomas. É frequentemente assintomático na fase inicial, o que explica o seu mau prognóstico.
Se o cancro não é detectado na fase inicial, ele dissemina-se, primeiro directamente para a parede do duodeno ou esófago, e depois via cavidade peritoneal, via sanguínea e linfática para qualquer órgão, formando metástases, especialmente no fígado e pulmão. Estes estágios avançados têm pior prognóstico.
Sintomas comuns das fases mais avançadas são a dor permanente e intensa na região, central logo abaixo das costelas, do estômago (região epigástrica), por vezes irradiando para as costas; falta de apetite e emagrecimento rápido (caquexia típica de qualquer condição maligna). Se o tumor está localizado no piloro do estômago, pode haver estenose com vómitos após as refeições, que aliviam as dores. A perda continua de pequenas quantidades de sangue pode passar despercebida mas também pode causar anemia microcítica por défice de ferro. Por vezes em casos avançados a massa tumoral pode ser sentida directamente pela palpação. Outro sintoma possível é a ascite.

## Diagnóstico
O diagnóstico do carcinoma do estômago é geralmente feito após queixas semelhantes às de úlcera gástrica. É feita endoscopia com recolha de amostras por biópsia, cuja análise histológica permite distinguir uma úlcera benigna de uma cancerosa.
A avaliação de grau de metastização hepático é feita através de um exame de tomografia computadorizada.
>http://www.cancer.org/cancer/stomachcancer/detailedguide/stomach-cancer-risk-factors</ref>

## Tratamento
O tratamento é cirúrgico, mas apenas em casos detectados nos estágios mais iniciais é provável a cura. Por vezes é efectuada uma gastrectomia parcial, mas frequentemente todo o estômago é removido (gastrectomia), sendo feita uma anastomose (ligação) entre o esófago e o duodeno. O paciente passa a ter um cuidado maior com a alimentação, mas se alimenta normalmente após a recuperação da cirurgia.
Em casos em que já ocorreu metástase disseminada, o tratamento é com quimioterapia ou meramente paliativo, com administração de opioides.

## Epidemiologia
A incidência do carcinoma gástrico varia muito de acordo com os países, provavelmente devido a diferenças no tipo de alimentação. Nos Estados Unidos (cerca de 3 mortes em 100.000 pessoas por ano), Reino Unido, França e Alemanha, por exemplo, a incidência é muito menor que no Japão, Chile ou Portugal, que com 29 mortes por 100.000 pessoas por ano tem uma das taxas mais elevadas do mundo para este tipo de cancro. É em todo o mundo uma das principais causas de morte por cancro (câncer) .
A doença afecta duas vezes mais homens que mulheres, tende a surgir após a quinta década de vida e afeta mais latinos, orientais e negros do que brancos não-latinos.<ref